# احمد یاسر ریان
احمد یاسر ریان (عربی: أَحمَد يَاسِر أَنوَر مُحَمَّد مُحَمَّد رَيَّان؛ زادهٔ ۲۴ ژانویهٔ ۱۹۹۸) بازیکن فوتبال اهل مصر است.
وی همچنین در تیم‌های ملی فوتبال زیر ۲۳ سال مصر و مصر بازی کرده‌است.